# Bruno Tietz
Bruno Tietz (* 2. Februar  1933 in Bischofsburg; † 22. Juli 1995 bei Brilon) war ein deutscher Ökonom, Professor für Betriebswirtschaftslehre und Handelsexperte.

## Leben
Bruno Tietz, geboren in Ostpreußen als Sohn von Luzia Tietz, geborene Huhn, und ihrem Mann, dem Rektor Hubert Tietz, studierte zunächst von 1953 bis 1955 Betriebswirtschaftslehre an der Universität zu Köln mit dem Abschluss als Diplom-Kaufmann, bevor er 1958 in Saarbrücken an der Universität des Saarlandes zum Dr. rer. oec. promoviert wurde und sich 1969 für Betriebswirtschaftslehre habilitierte. Im selben Jahr wurde er außerplanmäßiger Professor, dann Wissenschaftlicher Rat und Professor sowie Professor auf Lebenszeit. Neben seiner Lehrtätigkeit an der Universität des Saarlandes nahm Tietz auch Lehraufträge an der Universität Tübingen und der Universität Metz wahr.
Bruno Tietz war verheiratet mit Erna Tietz, geborene Wolfensperger.
Der Betriebswirtschaftslehrer und zuletzt Direktor des Handelsinstituts im Institut für empirische Wirtschaftsforschung an der Universität von Saarbrücken, zu dessen Hobbys Segeln und Fliegen gehörte, starb am 22. Juli 1995 im Alter von 62 Jahren beim Absturz seiner selbst gesteuerten Piper. Auf einem Flug von Saarbrücken nach Porta Westfalica verschwand die Privatmaschine aus ungeklärten Gründen über dem Sauerland bei Brilon vom Radar. Erst am nächsten Morgen wurde Tietz in den Trümmern der Maschine tot aufgefunden.

## Wirken
Tietz hat sich intensiv mit neuen Kooperationsformen zwischen Handelsunternehmen sowie zwischen Handel und Industrie beschäftigt. So hat er der Entwicklung des Franchising in Deutschland wichtige Impulse gegeben und gilt zudem als „geistiger Vater“ des heute im Handel etablierten Fachmarkt-Konzepts. Nach dem Zusammenbruch des Ostblocks galt sein besonderes Interesse der künftigen Handelslandschaft in den mittel- und osteuropäischen Staaten.
Seit 1971 war Tietz ordentlicher Professor in Saarbrücken, Aufsichts- und Beiratsmitglied verschiedener Unternehmen (u. a. der Metro-Tochter Asko AG, Saarbrücken) sowie Mitglied nationaler und internationaler Gremien, wie dem Deutschen Rat für Stadtentwicklung.
Die Bände Konsument und Einzelhandel oder Grundlagen der Handelsforschung gehören zu den Standardwerken der Handelsbetriebslehre des Gründungsherausgebers des Magazins Marketing – Zeitschrift für Forschung und Praxis (ZFP).

## Veröffentlichungen (Auswahl)
- Marketing. 3., überarb. und erw. Auflage. Werner, Düsseldorf 1993, ISBN 3-8041-3583-8.
- Binnenhandelspolitik. 2., neubearb. Auflage. Vahlen, München 1993, ISBN 3-8006-1715-3.
- Der Handelsbetrieb: Grundlagen der Unternehmenspolitik. 2., neubearb. Auflage. Vahlen, München 1993, ISBN 3-8006-1637-8.
- Handbuch Franchising. 2., neubearb. Auflage. Moderne Industrie, Landsberg/lech 1991, ISBN 3-478-21662-1.
- Der Direktvertrieb an Konsumenten: Konzepte und Systeme. Schäffer-Poeschel, Stuttgart 1993, ISBN 3-7910-0757-2.
- Konsument und Einzelhandel – Strukturwandlungen in der Bundesrepublik Deutschland von 1970 bis 1995. 3., völlig neubearb. Auflage. Lorch, Frankfurt am Main 1983, ISBN 3-87496-040-4.
- mit Joachim Zentes: Die Werbung der Unternehmung. Rowohlt, Hamburg 1980.
- mit Günter Mathieu: Das Franchising als Kooperationsmodell für den mittelständischen Groß- und Einzelhandel. Heymanns, Köln / Berlin / Bonn / München 1979, ISBN 3-452-18644-X.